# فرانز باور (ملحن)
فرانز باور (بالألمانية: Franz Baur)‏ هو ملحن نمساوي، ولد في 25 يناير 1958 في Hall in Tirol ‏ في النمسا.